# Тахтакылыч, Ахмет
Ахмет Тахтакылыч (тур. Ahmet Tahtakılıç, 1909, Стамбул — 13 декабря 2000) — турецкий юрист и политик. Избирался в Великое национальное собрание, сенат, занимал ряд различных государственных должностей в начале 1960-х годов.